# Championnat d'Éthiopie de football 2011-2012
Navigation
Saison précédente Saison suivante
La saison 2011-2012 du Championnat d'Éthiopie de football est la soixante-sixième édition de la première division en Éthiopie, la National League. Elle regroupe, sous forme d'une poule unique, quatorze équipes du pays qui se rencontrent deux fois au cours de la compétition, à domicile et à l'extérieur. À l'issue de la saison, les deux derniers du classement sont relégués et remplacés par les deux meilleurs de deuxième division. 
C'est le club de Saint-George SA qui remporte le championnat cette saison, après avoir terminé en tête du classement final, avec quatre points d'avance sur Dedebit FC et treize sur EEPCO. Il s'agit du 25e titre de champion d'Éthiopie de l'histoire du club.

## Les clubs participants
| - EEPCO - Ethiopian Coffee - Awassa City FC - Dedebit FC - Adama City - Defence Force SC - Sidama Bunna FC | - Dire Dawa City FC - Arba Minch Textile FC - Promu de D2 - Harrar Beer Botling FC - Commercial Bank of Ethiopia SA - Saint-George SA - Muger Cement FC - Air Force FC - Promu de D2 |

## Compétition
Le barème de points servant à établir les classements se décompose ainsi :
- Victoire : 3 points
- Match nul : 1 point
- Défaite : 0 point

### Classement
| Rang | Équipe                         | Pts | J  | G  | N  | P  | Bp | Bc | Diff |
| ---- | ------------------------------ | --- | -- | -- | -- | -- | -- | -- | ---- |
| 1    | Saint-George SA                | 59  | 26 | 18 | 5  | 2  | 52 | 12 | +40  |
| 2    | Dedebit FC                     | 55  | 26 | 17 | 4  | 5  | 50 | 21 | +29  |
| 3    | EEPCO                          | 46  | 26 | 13 | 7  | 6  | 38 | 24 | +14  |
| 4    | Awassa City FC                 | 35  | 26 | 7  | 14 | 5  | 26 | 23 | +3   |
| 5    | Muger Cement FC                | 35  | 26 | 8  | 11 | 7  | 29 | 33 | -4   |
| 6    | Commercial Bank of Ethiopia SA | 34  | 26 | 7  | 13 | 6  | 31 | 32 | -1   |
| 7    | Sidama Bunna FC                | 33  | 26 | 7  | 12 | 7  | 26 | 28 | -2   |
| 8    | Arba Minch Textile FCP         | 33  | 26 | 8  | 9  | 9  | 25 | 34 | -9   |
| 9    | Defence Force SC               | 32  | 26 | 7  | 11 | 8  | 28 | 32 | -4   |
| 10   | Harrar Beer Botling FC         | 31  | 26 | 7  | 10 | 9  | 21 | 22 | -1   |
| 11   | Ethiopian CoffeeT              | 31  | 26 | 8  | 7  | 11 | 40 | 44 | -4   |
| 12   | Adama City                     | 29  | 26 | 7  | 8  | 11 | 20 | 35 | -15  |
| 13   | Dire Dawa City FC              | 23  | 26 | 5  | 8  | 13 | 22 | 33 | -11  |
| 14   | Air Force FCP                  | 9   | 26 | 2  | 3  | 21 | 13 | 48 | -35  |

|  | Qualification pour la Ligue des champions de la CAF 2013 |
|  | Qualification pour la Coupe de la confédération 2013     |
|  | Relégation directe en deuxième division                  |
|  | T : Tenant du titre P : Promu de deuxième division       |

## Bilan de la saison
| Championnat d'Éthiopie de football 2011-2012 |                             |
| Champion                                     | Saint-George SA (25e titre) |
| Coupes et trophées                           |                             |
| Vainqueur de la Coupe d'Éthiopie 2011-2012   | Non disputée                |
| Qualifications continentales                 |                             |
| Ligue des champions de la CAF 2013           | Saint-George SA             |
| Coupe de la confédération 2013               | Dedebit FC                  |
| Promotions et relégations                    |                             |
| Promus en National League                    | Ethiopian Water Works FC    |
| Promus en National League                    | Ethiopian Insurance FC      |
| Relégués en Second League                    | Dire Dawa City FC           |
| Relégués en Second League                    | Air Force FC                |